# Serra d'Odèn
|  | Aquest article tracta sobre aquesta serra del Solsonès. Vegeu-ne altres significats a «Odèn». |

La Serra d'Odèn és una serra del municipi d'Odèn, al Solsonès. És una carena formada per l'erosió del riu d'Odèn, a llevant, i el riuet de la Plana a ponent, sobre les capes de conglomerats que cobreixen els vessants meridionals del massís del Port del Comte.
La serra s'estén de nord a sud des del nucli d'Odèn fins a la fondalada del Riu de Canalda. Assoleix els 1.215 m d'altitud al Tossal Rodó, i també hi trobem el Tossal del Carboner, de 1.083 m.